# Arthur e il popolo dei Minimei (videogioco)
Arthur e il popolo dei Minimei (Arthur et les Minimoys) è un videogioco d'avventura ispirato all'omonimo film di Luc Besson.

## Trama
Arthur è un ragazzino di 10 anni che, per salvare la sua casa dalla grinfie di un malefico imprenditore, cerca un tesoro che il nonno avrebbe nascosto nel magico mondo dei minimei. Una volta qui si fa aiutare dalla principessa di questo popolo, Selenia e suo fratello Betameche.

## Modalità di gioco
Il videogioco è basato sul gioco di squadra dei tre protagonisti. Arthur, con la sua agilità, si potrà districare in vari giochi di abilità, Selenia con la sua spada, si rivelerà indispensabile nei combattimenti e Betameche si avvarrà di attacchi a distanza.
Le sessioni di gioco saranno suddivise in un'esplorazione, quasi sempre finalizzata alla ricerca di lastre di pietra che possano sbloccare una porta, combattimenti, che possono essere conclusi solo dal ritrovamento di alcune chiavi in possesso dei nemici, e da alcuni giochi d'abilità come guidare barche di fortuna e macchine a ricarica.
Il gioco è diviso in vari livelli che possono essere giocati in modalità capitoli, in modo da vedere le varie parti della storia nella sequenza che più aggrada il giocatore, o in modalità storia, dove si verrà portati a giocare i livelli in maniera più sequenziale e dove si potranno sbloccare filmati, informazioni extra sulla storia e altri bonus.

## Accoglienza
| Testata                 | Versione | Giudizio |
| ----------------------- | -------- | -------- |
| GameRankings (media al) | DS       | 62.17%   |
| GameRankings (media al) | GBA      | 36.50%   |
| GameRankings (media al) | PC       | 68.42%   |
| GameRankings (media al) | PS2      | 65.48%   |
| Metacritic (media al)   | DS       | 61/100   |
| Metacritic (media al)   | PC       | 65/100   |
| Metacritic (media al)   | PS2      | 66/100   |
| Eurogamer               | PS2      | 6/10     |
| Game Informer           | PS2      | 6,8/10   |
| GameSpot                | DS       | 7/10     |
| GameSpot                | GBA      | 3,2/10   |
| GameSpot                | PC       | 7/10     |
| GameZone                | DS       | 4,0/10   |
| GameZone                | GBA      | 4,1/10   |
| GameZone                | PC       | 7,7/10   |
| GameZone                | PS2      | 8,0/10   |
| IGN                     | PS2      | 7,5/10   |
| IGN                     | DS       | 6/10     |
| NGamer                  | DS       | 59/100   |

Le versioni per PlayStation 2 e PC del gioco hanno ricevuto recensioni piuttosto favorevoli. La versione DS ha avuto recensioni contrastanti, data la sua grafica più scadente e il gameplay relativamente più semplice. La versione per Game Boy Advance ha ottenuto recensioni negative su tutta la linea, ed è stata criticata per la sua grafica e colonna sonora scadenti, il gameplay estremamente facile e la mancanza di contenuti rispetto alle altre versioni. La versione per PSP non ha ricevuto molta attenzione, a causa della sua bassa produzione e del fatto che la sua uscita in Nord America sia stata cancellata.